# Andy Green
Andy Green je britský hudební producent, zvukový inženýr a kytarista. V roce 2003 odehrál turné s velšským hudebníkem Johnem Calem a jako zvukový inženýr nebo kytarista se podílel na několika jeho albech, jako například Last Day on Earth (1994), 5 Tracks (2003) a HoboSapiens (2003). Během své kariéry spolupracoval s mnoha dalšími hudebníky, mezi které patří KT Tunstall, Nigel Kennedy, Paolo Nutini, Imelda May nebo skupiny Scouting for Girls a Needtobreathe. Byl rovněž spolupracovníkem skupiny Keane; produkoval například její první album Hopes and Fears. Několikrát také spolupracoval s Erikem Sankem, s nímž se setkal již při práci s Johnem Calem. Staral se například o zvukový design při jeho loutkovém představení The Fortune Teller. V roce 2016 se podílel na jeho albu Puppet Boy.